# Euploea defigurata
Euploea defigurata är en fjärilsart som beskrevs av Hans Fruhstorfer 1910. Euploea defigurata ingår i släktet Euploea och familjen praktfjärilar. Inga underarter finns listade i Catalogue of Life.